# Ryan MacMurchy
Ryan MacMurchy (* 27. April 1983 in Regina, Saskatchewan) ist ein ehemaliger kanadischer Eishockeyspieler, der im Verlauf seiner aktiven Karriere zwischen 2002 und 2019 unter anderem 155 Spiele für den ERC Ingolstadt und die Adler Mannheim in der Deutschen Eishockey Liga (DEL) auf der Position des rechten Flügelstürmers bestritten hat. Darüber hinaus stand er auch in über 100 Spielen in den beiden höchsten Spielklassen der Schweiz auf dem Eis.

## Karriere

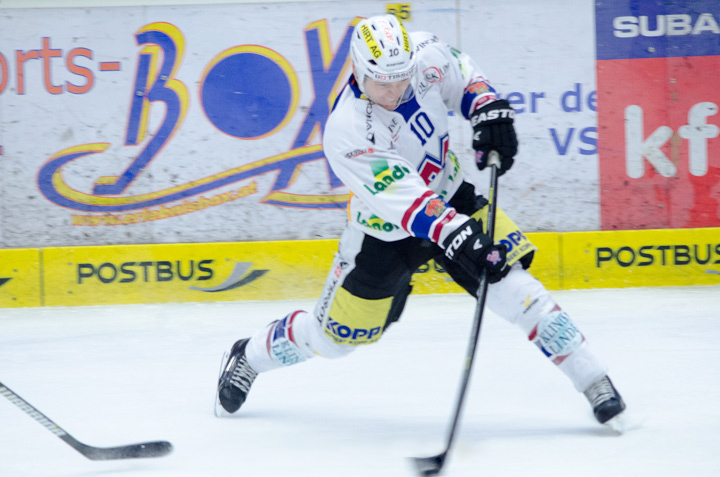
MacMurchy im Trikot des EHC Biel

MacMurchy begann seine Karriere in der Saison 1998/99 in seiner Heimatstadt bei den Regina Pat Canadians in der Juniorenliga Saskatchewan Midget AAA Hockey League. Zur Saison 2000/01 wechselte er zu den Vernon Vipers in die British Columbia Hockey League (BCHL), ehe er in der darauffolgenden Spielzeit für die Notre Dame Hounds in der Saskatchewan Junior Hockey League (SJHL) auf dem Eis stand. Zwischen 2002 und 2006 war der Kanadier für die Universitätsmannschaft der University of Wisconsin–Madison in der Western Collegiate Hockey Association (WCHA) aktiv, die in die National Collegiate Athletic Association (NCAA) eingegliedert ist.
In der Saison 2006/07 spielte MacMurchy sowohl für die Alaska Aces in der ECHL als auch für die Peoria Rivermen in der höherklassigen American Hockey League (AHL). Im Sommer 2007 wechselte der Angreifer innerhalb der ECHL zu den Stockton Thunder und absolvierte dort die folgenden beiden Spielzeiten. Zur Saison 2009/10 wechselte er zurück in die AHL zu den Springfield Falcons, ehe er im Jahr danach zunächst für den Ligakonkurrenten Abbotsford Heat und später erneut in der ECHL bei den Victoria Salmon Kings aktiv war.
Im Sommer 2011 entschied sich MacMurchy für einen Wechsel nach Europa und spielte ein Jahr lang beim norwegischen Klub Stavanger Oilers. Durch die guten Offensivleistungen in der GET-ligaen konnte sich der Rechtsschütze für einen Wechsel in die Schweiz empfehlen, zur Saison 2012/13 nahmen ihn der HC Red Ice aus der National League B (NLB) unter Vertrag. Dort bestätigte MacMurchy die zuvor gezeigten Leistungen, sodass er noch während der laufenden Spielzeit zum EHC Biel in die höherklassige National League A (NLA) wechselte. Im Juni 2014 wurde der Angreifer vom ERC Ingolstadt aus der Deutschen Eishockey Liga (DEL) verpflichtet. Nach der Vizemeisterschaft des ERCI erhielt MacMurchy jedoch keinen neuen Vertrag in Ingolstadt und wechselte daher im Juni 2015 zum Ligakonkurrenten Adler Mannheim.
Im Juli 2018 unterzeichnete MacMurchy einen Einjahresvertrag beim EHC Kloten aus der zweitklassigen Swiss League, verpasste jedoch die Hälfte der Saison aufgrund einer Verletzung. Im Anschluss an das Engagement in Kloten beendete der 35-Jährige im Sommer 2019 seine Profikarriere.

## Erfolge und Auszeichnungen
| - 2006 NCAA-Division-I-Championship mit der University of Wisconsin–Madison - 2008 Teilnahme am ECHL All-Star Game - 2012 Norwegischer Meister mit den Stavanger Oilers - 2012 Topscorer und bester Torschütze der GET-ligaen | - 2012 GET-ligaen All-Star Team - 2015 Deutscher Vizemeister mit dem ERC Ingolstadt - 2015 Spengler Cup All-Star Team |

## Karrierestatistik
(Legende zur Spielerstatistik: Sp oder GP = absolvierte Spiele; T oder G = erzielte Tore; V oder A = erzielte Assists; Pkt oder Pts = erzielte Scorerpunkte; SM oder PIM = erhaltene Strafminuten; +/− = Plus/Minus-Bilanz; PP = erzielte Überzahltore; SH = erzielte Unterzahltore; GW = erzielte Siegtore; 1 Play-downs/Relegation; Kursiv: Statistik nicht vollständig)